# Habenaria barbata
Habenaria barbata là một loài thực vật có hoa trong họ Lan. Loài này được Wight ex Hook.f. mô tả khoa học đầu tiên năm 1890.